# Agonita cherapujiensis
Agonita cherapujiensis es un insecto coleóptero de la familia Chrysomelidae.
Fue descrita científicamente por primera vez en 1916 por Maulik.